# Rockingham Castle
Il castello di Rockingham è un castello medievale inglese che si trova presso la Rockingham Forest, non distante da Corby, nel Northamptonshire.

## Storia
Il luogo dove sorge il maniero era abitato già durante l'età del ferro. Successivamente vi si stabilirono i romani, seguiti poi da alcune tribù sassoni. La posizione strategica della collina sulla quale sorge il castello, dominante la valle del fiume Welland, era di grande importanza perché consentiva una buona difesa del posto ed un avvistamento rapido di un avvicinamento del nemico.
In seguito all'invasione normanna dell'Inghilterra, nell'XI secolo, Guglielmo il Conquistatore ordinò la costruzione sulla collina di un castello, che venne edificato secondo la modalità tipicamente normanna del motte e bailey. Il figlio di Guglielmo, re Guglielmo II, edificò il castello in pietra. Durante tutto il periodo normanno e per larga parte di quello Plantageneto, il castello fu utilizzato come una residenza reale. I sovrani amavano trascorrere dei periodi a Rockingham specialmente per il parco che circonda il castello, dove avevano la possibilità di praticare la caccia al cinghiale e al cervo.
Nel 1270 Enrico III rinforzò le difese del castello facendo costruire ulteriori torri di guardia. Circa un secolo dopo, Edoardo III fu l'ultimo re a fare visita al castello.
Per tutto il XV secolo Rockingham cadde in rovina. Nel 1485 Edward Watson acquistò il castello e ne rinnovò completamente una parte, trasformandolo in una residenza di campagna in stile Tudor; così, durante il regno di Enrico VIII, il castello di Rockingham passò da una residenza reale medievale ad una casa di campagna di aristocratici.
Durante la guerra civile inglese, il castello fu riadattato a fortezza dalle forze realiste fedeli a Carlo I Stuart, ma venne presto catturato dalle forze del Parlamento guidate da Henry Grey, I conte di Stamford e le sue difese vennero smantellate, cosicché divenne inutilizzabile per eventuali altri scopi militari.
Nei secoli XVIII e XIX, il castello fu utilizzato come residenza dai marchesi di Rockingham; oggi Rockingham è l'abitazione della famiglia Saunders Watson.